# Betzigau
Betzigau – miejscowość i gmina w południowych Niemczech, w kraju związkowym Bawaria, w rejencji Szwabia, w regionie Allgäu, w powiecie Oberallgäu. Leży w Allgäu, około 27 km na północny wschód od Sonthofen i ok. 5 km na wschód od Kempten (Allgäu), przy drodze B12.

## Polityka
Wójtem gminy od 1 maja 1996 jest Roland Helfrich (Überparteiliche Wählergruppe Betzigau/Wählergruppe Hochgreut), rada gminy składa się z 14 osób.
|      | CSU/Freie Wähler | Zieloni | Überparteiliche Wählergruppe | Wählergruppe Hochgreut | Razem |
| 2008 | 6                | 1       | 5                            | 2                      | 14    |
| 2002 | 6                | 1       | 5                            | 2                      | 14    |